# 京極高以
京極 高以 （きょうごく たかゆき、安永6年（1777年） - 文化5年（1808年））は、江戸時代後期の高家旗本。京極高厚の長男。生母は池田氏。通称は兵勝、兵庫助。官位は従五位下侍従・近江守。

## 生涯
天明元年（1781年）7月8日、家督を相続する。寛政4年（1791年）12月1日、将軍徳川家斉に御目見する。文化4年（1807年）4月25日、高家職に就き、従五位下侍従・近江守に叙任する。文化5年（1808年）3月23日、辞職する。高家末席に列する。同年死去、32歳。
正妻は西郷員相の娘。